# Tuxentius interruptus
Tuxentius interruptus is een vlinder uit de familie van de Lycaenidae. De wetenschappelijke naam van de soort is voor het eerst geldig gepubliceerd in 1883 door Frederic Moore. De soort komt voor in het zuidoosten van het Arabisch Schiereiland.